# Saverio Canale

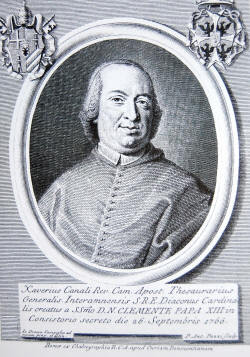
Saverio Kardinal Canale (Porträt, 18. Jahrhundert von einem unbekannten italienischen Kupferstecher)

Saverio Canale (auch Xaverio di Canali oder Canalabus; * 15. Februar 1695 in Terni; † 20. März 1773 in Rom) war ein italienischer Kurienkardinal der Römischen Kirche. Aus seiner Familie stammten später auch die Kardinäle Francesco Canali und Nicola Canali.

## Leben
Saverio Canale stammt aus einer alteingesessenen regionalen Adelsfamilie, die ihren Namen auf eine bereits im 15. Jahrhundert verfallene Burg (Castello di Canale) in der Nähe von Amelia (Umbrien) zurückführt. Die Familie lebte als Patrizier ab 1449 in Terni. Seine Eltern waren Giovanni Maria Canali, Graf von Varolengo, und Caterina Gregori.
Mit 15 Jahren ging Saverio 1710 nach Rom, um am dortigen Collegio Ghisleri zu studieren, einer 1667 gegründeten Schule für die Kinder verarmter Adelsfamilien. Von dort wollte er eine Laufbahn im Kirchenstaat einschlagen. Im Jahr 1729 wurde er Mitarbeiter von Kardinal Francesco Antonio Finy. Er hatte auch gute Kontakte zu Kardinal Troiano Acquaviva d’Aragona, Kardinalprotektor des Königreichs Neapel, in dessen Palast sich einer der exklusivsten Clubs in Rom versammelte.
Im Konsistorium vom 26. September 1766 nahm Papst Clemens XIII. Saverio Canale als Kardinaldiakon mit der Titelkirche Santa Maria della Scala in das Kardinalskollegium auf. Kardinal Canale nahm am Konklave von 1769 teil, in dem Papst Clemens XIV. gewählt wurde.